# ジョン・ドーア
ジョン・ドーア（L. John Doerr、1951年6月29日 - ）は、アメリカ合衆国のベンチャーキャピタリスト。クライナー・パーキンス・コーフィールド・アンド・バイヤーズ（KPCB）パートナー。

## 来歴

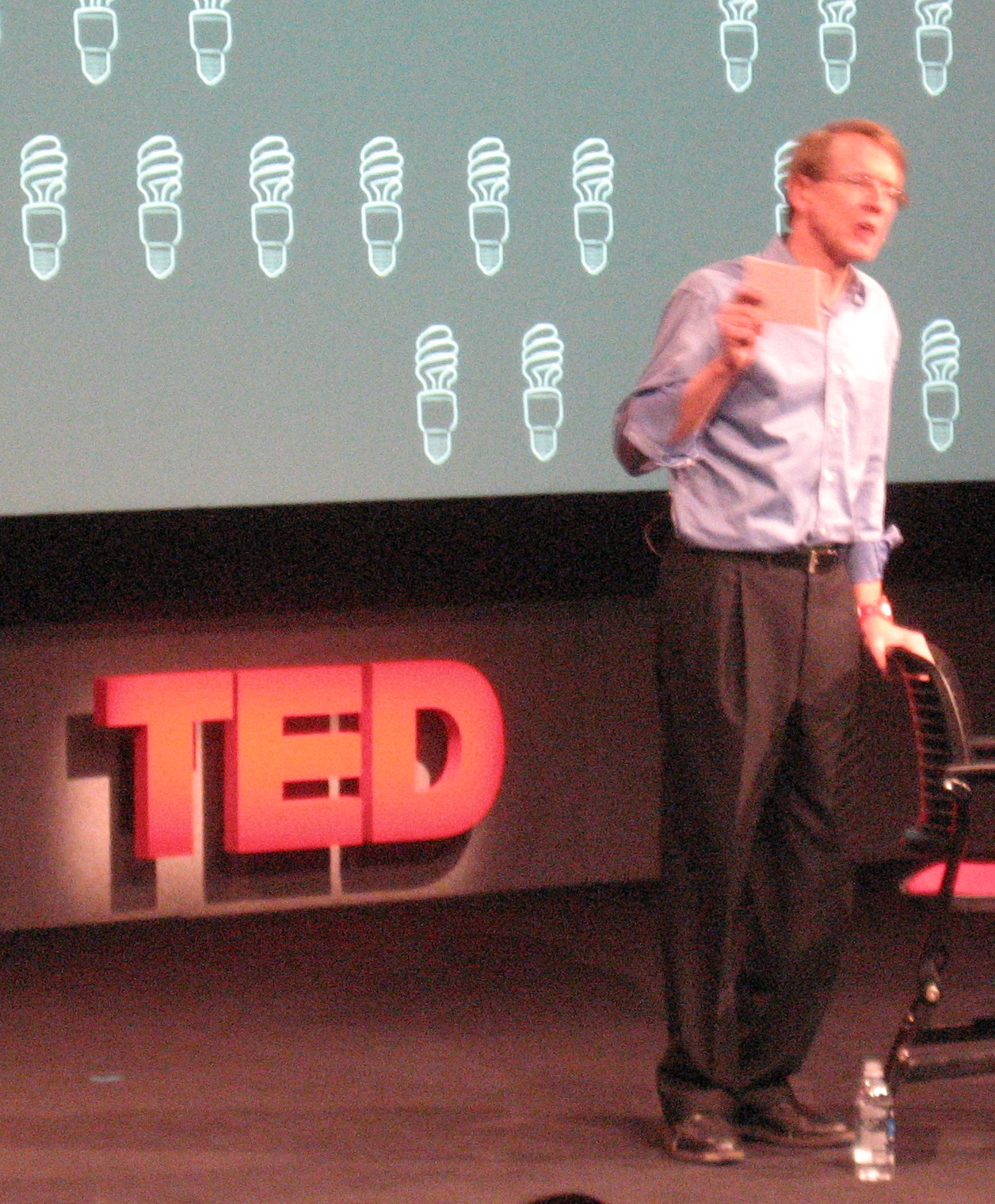
2007年3月8日

ミズーリ州セントルイス生まれ。ライス大学で1973年と1974年に電気工学の理学士号と理学修士号をそれぞれ取得。1976年にハーバード・ビジネス・スクールで経営学修士号を取得。
1974年、8ビットマイクロプロセッサの 8080 を開発していたインテルに入社しエンジニアリング・マーケティングを担当。1980年KPCBに加わり、以来コンパック、ネットスケープ、シマンテック、サン・マイクロシステムズ、Amazon、Google を含む多くの企業に投資を行ってきた。現在は Google、Amazon の取締役会を務めている。
2009年2月にはアメリカ合衆国大統領バラク・オバマが発足させた経済回復顧問委員会（President's Economic Recovery Advisory Board）の委員に任命された。2009年4月、アメリカ芸術科学アカデミーのフェローに就任。

## 主な投資担当
- Google
- Amazon
- Twitter
- Uber
- Flipboard
- コンパック
- ネットスケープ
- サン・マイクロシステムズ
- Square
- Slack
- Magic Leap
- Symantec
- INDIEGOGO
- DoorDash
- Slack
- Intuit
- Zynga
- Path
- Magic Leap